# General Lázaro Cárdenas, Oaxaca
General Lázaro Cárdenas är en ort i Mexiko.   Den ligger i kommunen San Juan Bautista Tuxtepec och delstaten Oaxaca, i den sydöstra delen av landet, 400 km sydost om huvudstaden Mexico City. General Lázaro Cárdenas ligger 90 meter över havet och antalet invånare är 155.
Terrängen runt General Lázaro Cárdenas är platt åt nordost, men åt sydväst är den kuperad. Terrängen runt General Lázaro Cárdenas sluttar österut. Runt General Lázaro Cárdenas är det ganska glesbefolkat, med 24 invånare per kvadratkilometer. Närmaste större samhälle är Playa Vicente, 8,4 km öster om General Lázaro Cárdenas. Omgivningarna runt General Lázaro Cárdenas är en mosaik av jordbruksmark och naturlig växtlighet.